# Batalla de Montornès
La batalla de Montornès fou una de les batalles de la Segona guerra remença.

## Antecedents
Quan acaba la Guerra civil catalana amb la victòria del bàndol reialista el 28 d'octubre del 1472, i se signà la capitulació de Pedralbes, els remences esperaven que el rei suprimiria els mals usos per la seva contribució a la guerra. No fou així i el país entrà en una època de desconcert. Els pagesos se senten traïts per la decisió del rei Ferran II d'Aragó. El 22 de setembre del 1484, Bartomeu Sala, de Granollers de Rocacorba, s'alçà al front de la fracció més revolucionària dels remences en l'Alçament de Mieres.

## Batalla
El 4 de gener del 1485, Bartomeu Sala va derrotar a Montornès del Vallès l'exèrcit de la Diputació del General comandat pel veguer de Barcelona Pere Anton de Rocacrespa.

## Conseqüències
Després d'ocupar Granollers, que tenia la consideració de "carrer de Barcelona", Bartomeu Sala va ser derrotat a Llerona (Vallès Oriental) el 24 de març del 1485, conduït a Barcelona i decapitat quatre dies més tard.
La força de la revolta remença obligà el rei Ferran, compromès alhora amb la conquesta de Granada, a cercar una solució amb la negociació. Mentrestant, Francesc de Verntallat i els seus remences mantingueren una posició de bel·ligerància passiva. Controlaven encara els castells de la muntanya: el d'Hostoles, el de Castellfollit de la Roca, el de Milany (Vidrà), el de Rocacorba i el de Rupit, entre d'altres. La presència i ferma posició de Francesc de Verntallat a la muntanya evità que la derrota de Sala representés la fi de les esperances remences. Això els va permetre, entre 1481 i 1486, negociar una posició de força. Després de moltes reunions, els remences acceptaren l'arbitratge reial en els conflictes amb els senyors, signant un compromís a Amer el 8 de novembre del 1485. Finalment, el 21 d'abril del 1486, el rei Ferran II d'Aragó va dictar la sentència arbitral de Guadalupe (1486). Aquesta sentència redimia els mals usos amb un pagament previ de 60 sous per mas, i abolia el dret a maltractar i molts altres abusos senyorials menors.